# 27. šahovska olimpijada
27. šahovska olimpijada je potekala leta 1986 v Dubaju. 
Sovjetska zveza je osvojila prvo mesto, Anglija drugo in ZDA tretje.
Sodelovalo je 641 šahistov v 108 reprezentancah; odigrali so 3.024 partij.